# Sewellia speciosa
Sewellia speciosa är en fiskart som beskrevs av Roberts, 1998. Sewellia speciosa ingår i släktet Sewellia och familjen grönlingsfiskar. IUCN kategoriserar arten globalt som livskraftig. Inga underarter finns listade i Catalogue of Life.